# Индуизм в Северной Ирландии
Индуизм является самой быстрорастущей религией в Северной Ирландии: в стране проживает более 2400 индуистов (по сравнению с 825 в 2001 году, рост на 188 %), что составляет 0,13 % (по сравнению с 0,05 % по переписи 2001 года). В настоящее время только в Белфасте есть 3 мандира: храм Радхи-Кришны на Мэлоун-роуд, мандир Лакшми-Нараяна на Клифтон-стрит и мандир Радха-Мадхава (ИСККОН) в Аппер-Данмурри-Лейн. На острове Иниш-Ратх также есть Центр сознания Кришны, основанный в 1985 году.

## Демография
| Год  | Население | ±%```  |
| ---- | --------- | ------ |
| 2001 | 825       | —      |
| 2011 | 2382      | +187.7 |

| Год     | Процент | Изменения |
| ------- | ------- | --------- |
| 2001 г. | 0,05 %  | -         |
| 2011    | 0,13 %  | +0,08 %   |

## Индуистские храмы

### Белфаст
- Лакшми-Нараян Мандир, Клифтон-стрит, Карлайла Циркус, Белфаст[4]
- Храм Радхи-Кришны, 9 Мэлоун-роуд, Белфаст BT9 6RY[5]
- Шри Шри Радха — Храм Мадхавы в Белфасте (ИСККОН), 140 Аппер Данмурри Лейн, Бруклендс Грейндж, Белфаст BT17 OHE[6]

### Фермана
Храмы в Фермане:
- Храм Шри Шри Радха-Говинды-Говиндадвипы Остров Иниш-Ратх (ИСККОН), Лейк-Айленд Инищ-Ратх, Леснаскеа, BT92 2GN[7]